# Conjunto de Instrucciones AES
El Conjunto de instrucciones del Advanced Encryption Standard, también llamado Conjunto de instrucciones AES o directamente AES-NI (del inglés Advanced Encryption Standard New Instructions), es una extensión al conjunto de instrucciones de arquitecturas x86-64 especialmente diseñadas para implementar etapas relacionadas con el uso del algoritmo AES. A veces hay que habilitar esta funcionalidad en la BIOS.
Esta instrucciones están orientadas a poder ser implementadas por hardware especialmente diseñado, normalmente integrado en el propio procesador, para mejorar así la velocidad en la ejecución de AES. Así se puede conseguir un rendimiento entre 3 y 10 veces superior al obtenido utilizando implementaciones software en CPUs. Además,  debido a que las instrucciones de cifrado y descifrado se realizan íntegramente en hardware, sirve para mejorar la resistencia a los ataques de canal lateral de las aplicaciones que utilizan cifrado y descifrado utilizando AES (AES).

## Historia
Intel anunció AES-NI en 2008 y en 2010 lanzó los primeros Intel Core que incluyeron por primera vez las instrucciones AES-NI (arquitectura Westmere). Estas instrucciones implementaban las etapas más complejas y computacionalmente más costosas del algoritmo AES usando una implementación vectorial en hardware, permitiendo de esta manera acelerar la ejecución de este algoritmo. AMD anunció y lanzó soporte a AES-NI en 2010, empezando con Bulldozer. Actualmente todos los nuevos procesadores de Intel, AMD y ARM que salen al mercado, excepto los de gama más baja basados en ARM, son compatibles con AES-NI.

## Instrucciones
Este conjunto de instrucciones está compuesto por 6 instrucciones de las que 4 instrucciones se usan para el cifrado/descifrado y las 2 restantes se utilizan en la etapa de generación de claves.
En concreto las instrucciones son:
- AESENC: Ejecuta una ronda de cifrado
- AESENCLAST: Instrucción para la última ronda de cifrado
- AESDEC: Instrucción para una ronda de descifrado
- AESDECLAST: Instrucción para la última ronda de descifrado
- AESKEYGENASSIST: Usada para generar claves para las rondas de cifrado.
- AESIMC: Convierte las claves de cifrado a un formato válido para el descifrado.

Inicialmente y por defecto usa 128 bits, pero existen versiones más recientes capaces de tratar bloques de 256 y 512 bits.